# Schuleingangsuntersuchung
Schuleingangsuntersuchungen (kurz: S1 oder auch SEU) oder auch Einschulungsuntersuchungen (kurz: ESU) genannt, sind in den meisten Bundesländern eine Pflichtaufgabe des Gesundheitsamtes. Alle Kinder eines Jahrganges werden vor Schuleintritt durch Ärzte des Gesundheitsamtes untersucht. In den größeren Kommunen haben die Gesundheitsämter für alle schulärztlichen Angelegenheiten eine eigene Abteilung bzw. ein separates  Sachgebiet, den sog. Kinder- und Jugendgesundheitsdienst (KJGD). Die Kriterien der SEU werden in der Regel auf Landesebene durch die zuständigen Fachministerien oder andere Landeseinrichtungen auf der Basis entsprechender Schulgesetze oder Gesundheitsdienstgesetze festgelegt.

## Umfang und Maßnahmen
Die Schuleingangsuntersuchung umfasst die Dokumentation der Teilnahme an den Präventionsmaßnahmen (Impfungen und kinderärztliche Früherkennungs-Untersuchungen), sowie die körperliche Untersuchung z. B. mit dem Stethoskop, und die Erfassung des Gesundheitszustands mit einem Schwerpunkt auf solche Untersuchungen, die für die Teilnahme am Unterricht und den Schulerfolg bedeutend sind (Sehen, Hören, Verhalten, Koordination, Sprachentwicklung). Darüber hinaus werden auch chronische Erkrankungen sowie Größe und Gewicht erfasst.
Eingreifende Untersuchungen (z. B. Blutabnahme oder Impfungen) werden nicht durchgeführt.
Gegebenenfalls werden Hinweise auf bestimmte Fördermaßnahmen gegeben. Nach der Untersuchung wird eine Empfehlung über die Einschulung des Kindes ausgesprochen, eine Entscheidung liegt aber letztendlich bei den Erziehungsberechtigten und der Schulleitung.

## Dokumentation und Statistik
Die Daten der Schuleingangsuntersuchungen geben wertvolle Hinweise auf den Gesundheitszustand eines ganzen Jahrganges. Da Schuleingangsuntersuchungen in der Regel in sehr begrenztem zeitlichen Rahmen und mit begrenzten Untersuchungsmitteln durchgeführt werden, genügt die Validität und Vollständigkeit der Untersuchungsergebnisse aber nur zum Teil epidemiologischen Anforderungen. Trotzdem sind Schuleingangsuntersuchungen auch aus Mangel an alternativen Daten ein wichtiges Instrument der Gesundheitsberichterstattung.
In den Bundesländern findet sich eine Vielzahl von Untersuchungs- und Dokumentationsmethoden, auch weil die Bundesländer die Schuleingangsuntersuchung an veränderte Erfordernisse oder wissenschaftliche Erkenntnisse anpassen. Ein Thema der im Jahr 2004 aktuellen sozialpädiatrischen Diskussion war die Frage einer Vorverlegung von Untersuchungsinhalten, um schon in früheren Entwicklungsstadien Defizite erkennen und effektiver als im Nachhinein behandeln zu können oder um mehr Zeit für eine Therapie bis zur Einschulung zu gewinnen.

## Rechtsgrundlagen und Geltungsbereich
Die gesetzlichen Grundlagen sind in Deutschland landesspezifisch, da sowohl Schule und Bildung als auch der öffentliche Gesundheitsdienst föderalistisch geregelt sind.